# Liga Venezolana de Béisbol Profesional 2015-16
La 70.ª Temporada 2015-16 de la Liga Venezolana de Béisbol Profesional comenzó el día 7 de octubre de 2015 con la visita de los Leones del Caracas a los Caribes de Anzoátegui, campeones de la temporada pasada. El resto de los partidos inaugurales se disputaron el mismo día.
Esta fue la primera vez que 6 equipos de la LVBP clasificaron a la etapa de Postemporada y no 5 como en las Temporadas Anteriores, tras haberse aprobado el Nuevo Formato, el cual consistió en la clasificación a la Postemporada por medio del Sistema de Puntos, en los Play-Offs y por último la Serie Final.
La Ronda Eliminatoria estuvo dividida en 2 partes. La primera mitad comenzó el 7 de octubre y terminó el 15 de noviembre de 2015, la segunda mitad inició el 17 de noviembre y concluyó el 30 de diciembre de 2015. La Postemporada se disputó entre el 02 y 28 de enero de 2016.
El campeonato se jugó con la pelota RAWLING OLB.

## Sistema de competencia

### Temporada regular
La temporada regular consta de dos mitades, lo cual abarca un total de 63 juegos a disputarse para cada uno de los ocho equipos que conforman la Liga Venezolana de Béisbol Profesional. La primera mitad está integrada de 32 juegos para cada club y la segunda de 31 partidos para cada equipo. Al término de cada mitad, se asigna un puntaje que va de 3 a 8 puntos en forma ascendente, según la clasificación general de cada club. A continuación se muestra la distribución de dicho puntaje:
- 1.er lugar: 8 puntos.
- 2.º lugar: 7 puntos.
- 3.er lugar: 6 puntos.
- 4.º lugar: 5 puntos.
- 5.º lugar: 4,5 puntos.
- 6.º lugar: 4 puntos.
- 7.º lugar: 3,5 puntos.
- 8.º lugar: 3 puntos.

### Postemporada
Tras el término de la segunda vuelta, los seis equipos con mayor puntaje sobre la base de las dos mitades de la temporada regular pasan a la etapa denominada postemporada. En esta etapa, los equipos se enfrentan entre sí en una serie de siete juegos donde deben ganar cuatro para avanzar a las semifinales. Es importante señalar que los tres equipos que obtuvieron mayor puntaje en la temporada regular empiezan la serie con dos juegos en su estadio, para continuar con tres partidos en el estadio contrario y finalmente concretar la serie de nuevo en su estadio. Estos últimos dos juegos no son necesarios si alguno de los equipos obtiene una ventaja clara en la serie sobre su rival.

### Primera Semifinal
Para la etapa de semifinales, los tres ganadores de cada una de las series, clasificarán a la siguiente semifinal. El cuarto clasificado surgirá de un juego de comodín que se jugará entre los dos mejores récords de la ronda eliminatoria, tomando en cuenta los equipos que no clasificaron durante la primera semifinal, en la fecha que determine la directiva de la liga y en la sede del equipo que haya logrado mejor clasificación en la etapa eliminatoria. El ganador se convierte en el cuarto equipo clasificado y ocupará dicha posición y no tendrá día de descanso para el inicio de la próxima serie.

### Segunda Semifinal
Los cuatro clasificados de la serie anterior, jugarán dos series de play off a siete juegos cada una para ganar cuatro, con descanso entre los juegos 2-3 y 5-6. La posición de los tres primeros clasificados, se determinará por la ubicación que hayan tenido en la ronda eliminatoria.

### Final
Se da entre los equipos que ganaron en la segunda semifinal.